# 榊原清政
榊原清政（1546年－1607年6月25日）是日本戰國時代的武將。德川氏家臣。父親是榊原長政。

## 生平
在天文15年（1546年）出生，家中長男。仕於松平元康（後來的德川家康），成為侍大將，但是因為病弱，多數由弟弟康政成為陣代。後來成為家康的長男信康的傅役，在信康自刃後，因為後悔而辭去職務並隱居。後年，與平岩親吉一同為了供養信康，在駿河國建立江淨寺。
天正18年（1590年），在後北條氏滅亡後，家康被移封至關東地方。在康政成為上野國館林藩10萬石的藩主後，移住至館林。慶長11年（1606年），康政死去。同年，因為臥病，受在武藏國忍城進行冬天獵鷹的家康送出的使者探訪。一度辭退擔任家康居城駿府城附近的久能城（後來成為家康的墓所久能山東照宮）城代，不過最終答應，並在慶長12年（1607年）2月進入久能城。領有駿河有度郡3千石。之後，病況仍然受家康擔心，受家康親自前往久能城探望，並受賜5千俵等。之後家康在上洛途中，再次探望。在同年5月2日死去。享年62歲。

## 子孫
繼承人是三男照久。子孫以交代寄合表御禮眾榊原家的身份，代代負責管理久能山。

## 外部連結
- 武家家伝＿榊原氏 （页面存档备份，存于）